# Фінік (місто)
Фінік (алб. Finiq or Finiqi, грец. Φοινίκη, трансліт. Foiniki) — місто та муніципалітет в Албанії, в області Вльора. Муніципалітет утворено під час реформи місцевого самоврядування 2015 року шляхом злиття колишніх комун Аліко, Дівер, Лівадх’я, Месопотам і самого Фініка. Він населений етнічними греками і є одним із двох муніципалітетів в Албанії, де греки становлять більшість, поряд з Дропулом. Центр муніципалітету — село Дермиш. Загальна чисельність населення муніципалітету становить 10 529 осіб.

## Історія
В античності Фінікія була політичним центром епіротського грецького племені хаонців. Ранньовізантійська архітектура (4-7 століття) очевидна в поселенні, зокрема, у тринефній базиліці.
Поселення зберегло свою давню назву і згадується в османському записі 1431 року як Фінікі. Відповідно до хроніки Гірокастри, перші роки османського правління (15 століття) були мирними, але після падіння Константинополя (1453) Фінікі (на той час відомий як Фінікуполіс) був зруйнований мусульманами. Наприкінці 16-го століття Фінікі стали свідками різкого збільшення населення і стали одним з найбільших поселень у регіоні з 359 домогосподарствами (порівняно з сучасним Ґірокастером з 302 і Дельвіном лише з 204 домогосподарствами, що підлягали податку).
У 1870 році у Фініку вже працювала середня грецька мовна школа.